# HD 145931
HD 145931，又名BD+42 2683，SAO 45957、HR 6050，是一颗恒星，视星等为5.87，位于銀經67.03，銀緯46.82，其B1900.0坐标为赤經16h 8m 28.9s，赤緯+42° 46.82′ 50″。